# Tosse

Tosse este o comună în departamentul Landes din sud-vestul Franței. În 2009 avea o populație de 2.281 de locuitori.

## Evoluția populației
| An        | 1975  | 1982  | 1990  | 1999  | 2006  | 2009  |
| --------- | ----- | ----- | ----- | ----- | ----- | ----- |
| Populație | 1.163 | 1.280 | 1.307 | 1.679 | 2.084 | 2.281 |